# José Antonio Castillo Barragán
José Antonio Castillo Barragán, conegut com a Castillo (Granada, Andalusia, 17 de febrer de 1970), és un exfutbolista andalús. Jugava de migcampista i el seu primer equip va ser el Club Atlético Malagueño, filial del CD Malaga. La temporada 1993-94 va jugar en la Primera Divisió d'Espanya en les files del Reial Valladolid, disputant 25 partits, l'única campanya que Castillo va militar a la màxima categoria estatal. Va jugar a la lliga portuguesa la temporada 94/95, al Chaves.

## Clubs
| Club                    | Any       |
| ----------------------- | --------- |
| Club Atlético Malagueño | 1992-1994 |
| CD Málaga               | 1990-1992 |
| Reial Valladolid        | 1992-1994 |
| GD Chaves               | 1994-1995 |
| Almería CF              | 1995-1996 |
| Atlético de Marbella    | 1996-1997 |
| Motril CF               | 1997-1998 |